# Davayat
Davayat is een gemeente in het Franse departement Puy-de-Dôme (regio Auvergne-Rhône-Alpes) en telt 510 inwoners (1999). De plaats maakt deel uit van het arrondissement Riom.

## Geografie
De oppervlakte van Davayat bedraagt 2,3 km², de bevolkingsdichtheid is 221,7 inwoners per km².
De onderstaande kaart toont de ligging van Davayat met de belangrijkste infrastructuur en aangrenzende gemeenten.

## Demografie
Onderstaande figuur toont het verloop van het inwonertal (bron: INSEE-tellingen).